# Humularia bifoliolata
Humularia bifoliolata là một loài thực vật có hoa trong họ Đậu. Loài này được (Micheli) P.A.Duvign. miêu tả khoa học đầu tiên.